# Pink Cliffs
Koordináták: é. sz. 37° 31′ 00″, ny. h. 112° 15′ 42″37.516667°N 112.261667°W
A Pink Cliffs (magyarul am. Rózsaszín sziklák) a Colorado-fennsíkon, a Grand Staircase („Nagy lépcsőház”) részeként, a Paunsaugunt-fennsík délkeleti részén található, egymástól elkülönölt, rózsaszínű sziklaalakzatok sorozata 56 km hosszon, Utah államban, az Amerikai Egyesült Államokban.  A sziklák nagy része a Bryce Canyon Nemzeti Parkban látható, ahol védettség alatt vannak.

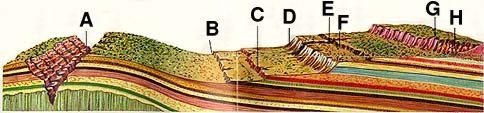
Grand Staircase

(A), Chocolate Cliffs (B), Vermilion Cliffs (C), White Cliffs (D), Zion Canyon (E), Gray Cliffs (F), Pink Cliffs (G), Bryce Canyon (H)
Geológiailag a  Pink Cliffs rózsaszínű és vörös színű homokkő formáció a Grand Staircase felső részén.

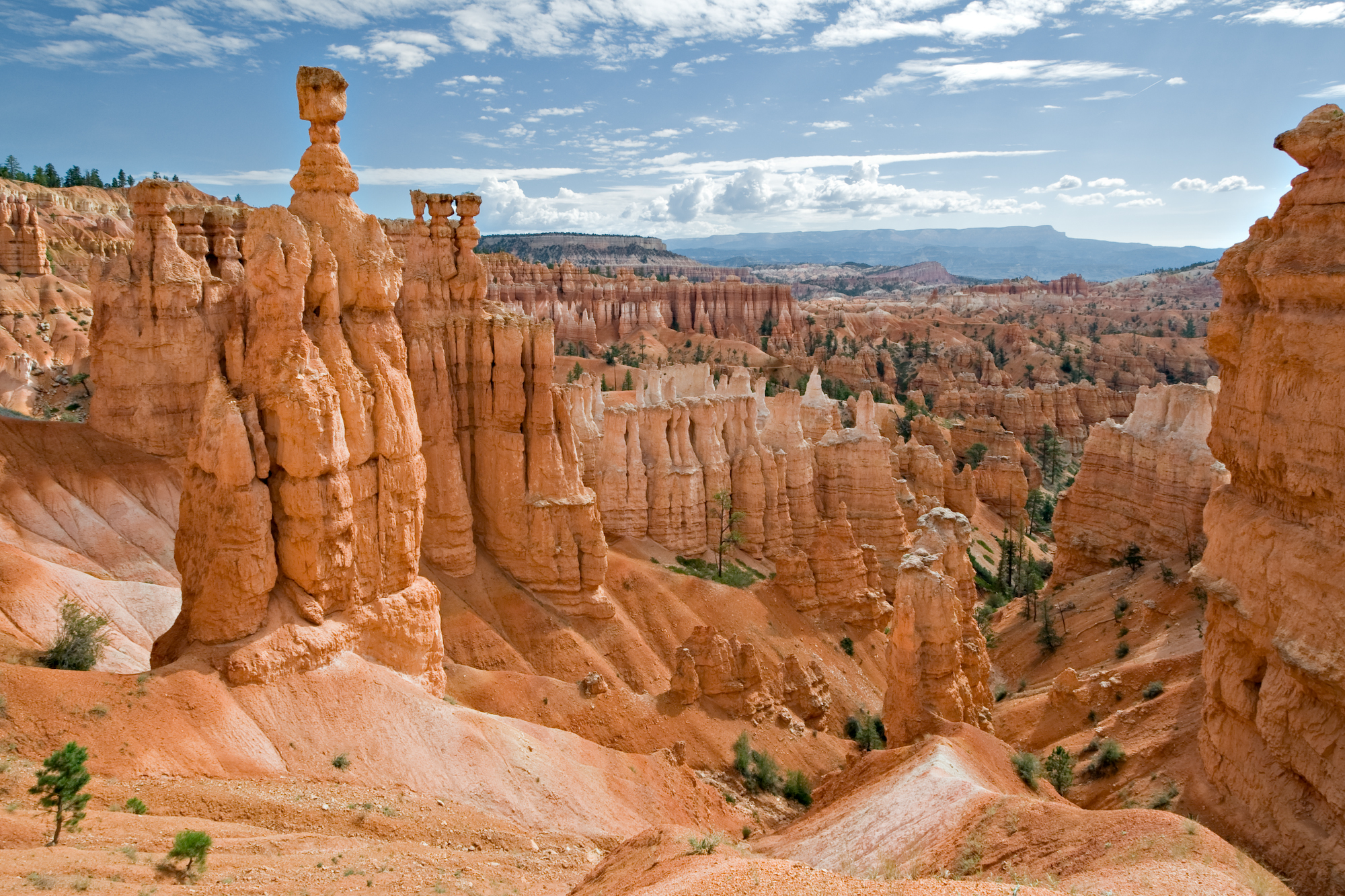
Vörös sziklák (hoodook) a Bryce Canyonban